# Lichina confinis
Lichina confinis (O.F.Müller) C.Agardh é uma espécie de fungo pertencente ao género Lichina que forma líquenes sobre as rochas situadas imediatamente acima da zona de rebentação das ondas do mar. Forma extensas bandas escuras, viscosas quando molhadas.

## Descrição
A espécie surge em geral sob a forma de fungo liquenizado, perene, de talo verde-escura a cinzento, com até 5 mm de comprimento total e 0,3 mm de espessura, muito ramificado e de secção circular, gelatinoso quando húmido. Os apotécios surgem embebidas no ápice dos talos.
Os talos crescem em geral emaranhados, formando pequenos tufos que formam bandas descontínuas sobre as rochas situadas imediatamente acima do nível da preia-mar. É mais frequente em rochas expostas a forte hidrodinamismo e insolação.
O líquen é comum nas áreas de litoral rochoso do Atlântico Nordeste, sendo dominante em extensas áreas do litoral dos Açores.